# سیان باربارا آلن
سیان باربارا آلن (انگلیسی: Sian Barbara Allen؛ زادهٔ ۱۲ ژوئیه ۱۹۴۶ – درگذشتهٔ ۳۱ مارس ۲۰۲۵) یک هنرپیشه اهل ایالات متحده آمریکا بود.
سیان باربارا آلن در ۳۱ مارس ۲۰۲۵، بر اثر عوارض بیماری آلزایمر در سن ۷۸ سالگی درگذشت.